# Врховни суд Републике Српске
Врховни суд Републике Српске је највиши суд у Републици Српској.

## Надлежност
Врховни суд Републике Српске обезбјеђује јединствену примјену закона. Надлежан је да:
- одлучује о редовним правним лијековима против одлука окружних судова;
- одлучује о ванредним правним лијековима против правоснажних одлука судова;
- одлучује о правним лијековима против одлука својих вијећа;
- заузима начелне ставове ради усаглашавања судске праксе;
- рјешава сукобе надлежности између судова;
- одлучује о преношењу мјесне надлежности с једног суда на други суд;
- разматра актуелна питања судске праксе, анализира потребе за стручним усавршавањем судија, стручних сарадника и виших стручних сарадника и обавља друге послове одређене законом.

## Организација
У саставу Врховног суда Републике Српске се налазе четири одјељења: Кривично одјељење, Грађанско одјељење, Управно одјељење и Одјељење за судску праксу. У оквиру Кривичног одјељења је и Посебно вијеће за сузбијање корупције, организованог и најтежих облика привредног криминала.
Судску управу сачињавају: Одсјек за административно-техничке послове, Одсјек рачуноводствено-материјалних послова и Одсјек за помоћно-техничке послове. При Врховном суду је и Судска полиција Републике Српске.